# Dungeons & Dragons
Dungeons & Dragons (tạm dịch: Rồng và Hầm Ngục) là một trò chơi nhập vai kỳ ảo, được thiết kế bởi Gary Gygax và Dave Arneson. Công ty Tactical Studies Rules, Inc. phát hành Dungeons & Dragons (DnD/D&D) lần đầu vào năm 1974. Trong những năm 1990, công ty TSR cạnh tranh thất bại và bị Wizards of the Coast mua lại (1997).
D&D được chơi dưới hình thức giấy và bút, xoay quanh một nhóm bao gồm 1 Quản trò và 1 lượng người chơi nhất định. Quản trò đóng vai trò một người dẫn chuyện, một trọng tài. Trong khi đó người chơi được tự do sáng tạo nhân vật cho riêng mình, nhập vai, cùng nhau khám phá thế giới, giải quyết các rắc rối, chiến đấu và truy tìm các báu vật.

## Tổng quan
Dungeons & Dragons là một trò chơi nhập vai có hệ thống luật lệ chặt chẽ nhưng lại cho phép người chơi tự do với các lựa chọn của mình trong thế giới phiêu lưu kỳ ảo mà họ đang tham gia. D&D thường được chơi trong nhà và các người tham gia sẽ ngồi quanh một chiếc bàn. Thông thường, một người sẽ đảm nhiệm vai trò của Dungeon Master (DM) là người quản trò kiêm kể chuyện trong khi mỗi cá nhân tham gia sẽ điều khiển một nhân vật trong thế giới kỳ ảo. Các nhân vật này khi hoạt động cùng nhau sẽ được gọi là "tổ đội" các nhà mạo hiểm giả và mỗi thành viên đều có các sở trường khác nhau để giúp tổ đội thành công trong chuyến phiêu lưu. Trong quá trình chơi, mỗi người chơi điều khiển các nhân vật của họ để tương tác với thế giới cũng như những nhân vật khác trong trò chơi. Để làm được việc này, các người chơi sẽ phải nhập vai bằng lời nói cùng với giọng điệu hoặc cử chỉ; thêm vào đó, kỹ năng về giao tiếp xã hội và các kinh nghiệm hữu ích. chẳng hạn như logic, tính toán cơ bản và trí tưởng tượng đều là những yếu tố quan trọng của D&D. Một cuộc chơi thông thường sẽ gồm nhiều cuộc gặp mặt và chơi cùng nhau để kết thúc một chuyến phiêu lưu, nhiều chuyến phiêu lưu xuyên suốt về một câu chuyện sẽ được gọi là một "chiến dịch".
Kết quả từ các lựa chọn của người chơi và mạch truyện chung của chuyến phiêu lưu đều do người quản trò (DM) quyết định, sách luật của D&D và các người quản trò diễn giải sẽ chi phối các quyết định trên. DM sẽ lựa chọn và miêu tả các nhân vật không do người chơi điều khiển (NPC), người chơi sẽ điều khiển nhân vật của mình và tương tác với các nhân vật của DM ở các bối cảnh được đưa ra, kết quả của các cuộc gặp gỡ này hoàn toàn dựa vào hành động và lựa chọn của các người chơi. Các cuộc gặp gỡ này thường là những trận giao tranh nảy lửa với "quái vật" - một cụm từ miêu tả các sinh vật thù đich như động vật, các cá thể bất thường hay các sinh vật huyền bí. Phần luật chơi mở rộng  – gồm nhiều chủ đề đa dạng như giao tiếp xã hội, sử dụng phép thuật và đánh nhau cũng như tác động môi trường lên nhân vật của người chơi  –  là những yếu tố giúp quản trò (DM) ra quyết định cho những hành động trên. 
Luật chơi của những phiên bản gần đây nhất đều được ghi đầy đủ trong 3 cuốn sách luật bắt buộc phải có: Player's Handbook, Dungeon Master's Guide và Monster Manual. Cả 3 cuốn sách đều chưa có bản Việt hóa. 
Những món đồ cần thiết để chơi gồm sách luật chơi, bảng nhân vật cho mỗi người tham gia và xúc xắc đa diện (tối thiểu 7 loại). Nhiều người chơi còn sử dụng các tượng nhỏ và bản đồ có kẻ ô để thêm phần sinh động, đặt biệt là khi đánh nhau với quái vật. Điều này chỉ thực sự cần thiết trong một số phiên bản. Ngoài ra cũng có nhiều món đồ khác để giúp hỗ trợ cho trò chơi, như sách luật bổ trợ, các cuộc phiêu lưu được thiết kế sẵn hay các bối cảnh khác nhau cho nhiều chiến dịch. 

### Quy luật của trò chơi
Bài viết chi tiết: Lối chơi của Dungeons and Dragons
Trước khi bắt đầu trò chơi, mỗi người tham gia sẽ tạo một nhân vật và ghi lại các chi tiết (được ghi bên dưới) vào tờ nhân vật. Đầu tiên, người chơi sẽ quyết định chỉ số năng lực của nhân vật, bao gồm Sức Mạnh (Strength), Linh Hoạt (Dexterity), Thể Trạng (Constitution), Trí Tuệ (Intelligence), Thông Thái (Wisdom), và Sức Thu Hút (Charisma). Mỗi phiên bản của trò chơi đều có các phương pháp khác nhau để quyết định những chỉ số này. Người chơi sau đó sẽ chọn một chủng tộc (loài), một lớp nhân vật (công việc, như fighter - chiến binh, cleric - giáo sĩ, bard - người hát rong/thi sĩ), một tư tưởng (quan điểm đạo đức và nguyên tắc xử thế), cuối cùng là cốt truyện và những năng lực của nhân vật, những thứ đã thay đổi qua nhiều phiên bản.  
Khi chơi, người tham gia sẽ miêu tả hành động mà nhân vật muốn thực hiện cho quản trò (DM), người sẽ miêu tả lại kết quả hoặc phản hồi. Những hành động không đáng kể, như cầm lá thư lên hay mở một cánh cửa không khóa, thường sẽ được mặc định là luôn thành công.  Đối với những hành động phức tạp hoặc mạo hiểm hơn, như treo mình bên vách đá hoặc phá khóa, đều được quyết định bằng cách đổ xúc xắc. Mỗi viên xúc xắc đa diện sẽ được dùng cho một hành động tương ứng, ví dụ viên xúc xắc 20 mặt (d20) dùng để xác định đòn tấn công có trúng hay không, còn viên 8 mặt (d8) sẽ quyết định lượng sát thương gây ra. Các yếu tố ảnh hưởng đến kết quả của hành động bao gồm chỉ số năng lực nhân vật, kỹ năng, và độ khó của công việc. Trong những tình huống mà nhân vật muốn tránh kết quả không mong muốn, chẳng hạn né tránh cạm bẫy chống lại hiệu ứng phép thuật, cứu nguy (saving throws) - là thuật ngữ miêu tả việc tung/đổ xúc xắc để xác định giảm hoặc tránh được hiệu ứng bất lợi đó. Trong trường hợp này thì yếu tố thành công sẽ được quyết định bởi lớp nhân vật, cấp độ, và chỉ số năng lực. 
Trong quá trình chơi, mỗi nhân vật sẽ thay đổi theo thời gian và các năng lực cũng mạnh lên. Nhân vật nhận (hoặc có khi mất) kinh nghiệm, kỹ năng và của cải, đôi lúc thay đổi cả tư tưởng hoặc thêm nhiều lớp nhân vật. Cách thức cốt lõi để nhân vật mạnh lên đó là kiếm điểm kinh nghiệm (XP), nó thường là phần thưởng sau khi tiêu diệt được quái vật hay hoàn thành một công việc khó khăn. Kiếm đủ điểm kinh nghiệm (XP) sẽ giúp nhân vật lên được 1 cấp độ, điều này giúp nhân vật nhận được các tính năng, năng lực và kỹ năng tốt hơn. XP có thể bị mất trong một số trường hợp, như đối đầu với các sinh vật có khả năng hút sinh lực, hoặc sử dụng một số phép thuật phải tốn XP để sử dụng. 
Máu (Hit point - HP) là thước đo sức sống và sức khỏe của nhân vật và được quyết định bởi lớp nhân vật, cấp độ và Thể Trạng (Constitution) của từng nhân vật. Chỉ số máu có thể bị mất tạm thời khi nhân vật phải chịu đựng vết thương hoặc bị sát thương, và việc mất máu là nguyên nhân hàng đầu dẫn tới tử vong trong trò chơi. Chết cũng có thể là nguyên nhân của việc bị mất chỉ số năng lực hoặc cấp độ nhân vật. Khi nhân vật mà người chơi điều khiển bị chết, hồi sinh cho nhân vật này bằng phép thuật là điều hoàn toàn khả thi, tuy nhiên một số hình phạt/bất lợi sẽ bị áp đặt lên nhân vật. Nếu không thể hoặc không muốn hồi sinh nhân vật, người chơi có thể tạo nhân vật mới và tiếp tục cuộc hành trình.  